# Baarn
Baarn (nizozemská výslovnost: [baːr(ə)n]) je obec a město v Nizozemsku, poblíž Hilversumu v provincii Utrecht.

## Obec Baarn
Obec Baarn se skládá z následujících měst: Baarn, Eembrugge, Lage Vuursche.

## Město Baarn
Baarn, hlavní město obce, získalo městská práva v roce 1391. Leží asi 8 km východně od Hilversumu.
V roce 2001 žilo ve městě Baarn 22 871 obyvatel. Městská oblast měla rozlohu 4,66 km² a sestávala z 10 076 rezidencí.
Královská rodina vlastní několik domů kolem Baarnu. Soestdijkský palác v Baarnu byl domovem královny Emmy, královny Juliány a Juliánina manžela, prince Bernarda. Když královna Beatrix (tehdy princezna) a její rodina žili na zámku Drakesteijn ve vesnici Lage Vuursche, chodili zde, než se v roce 1980 přestěhovali do Haagu, korunní princ Vilém-Alexandr a jeho bratři do školy (Nieuwe Baarnse School a Het Baarnsch Lyceum).
Díky dobré komunikaci s Amsterdamem je město domovem řady butikových mezinárodních firem, jako jsou SEI Investments Company, Bain & Co a Cerberus Capital Management. Unilever's Conimex a softwarová společnost Seyoda Games také sídlí v Baarnu.

## Doprava

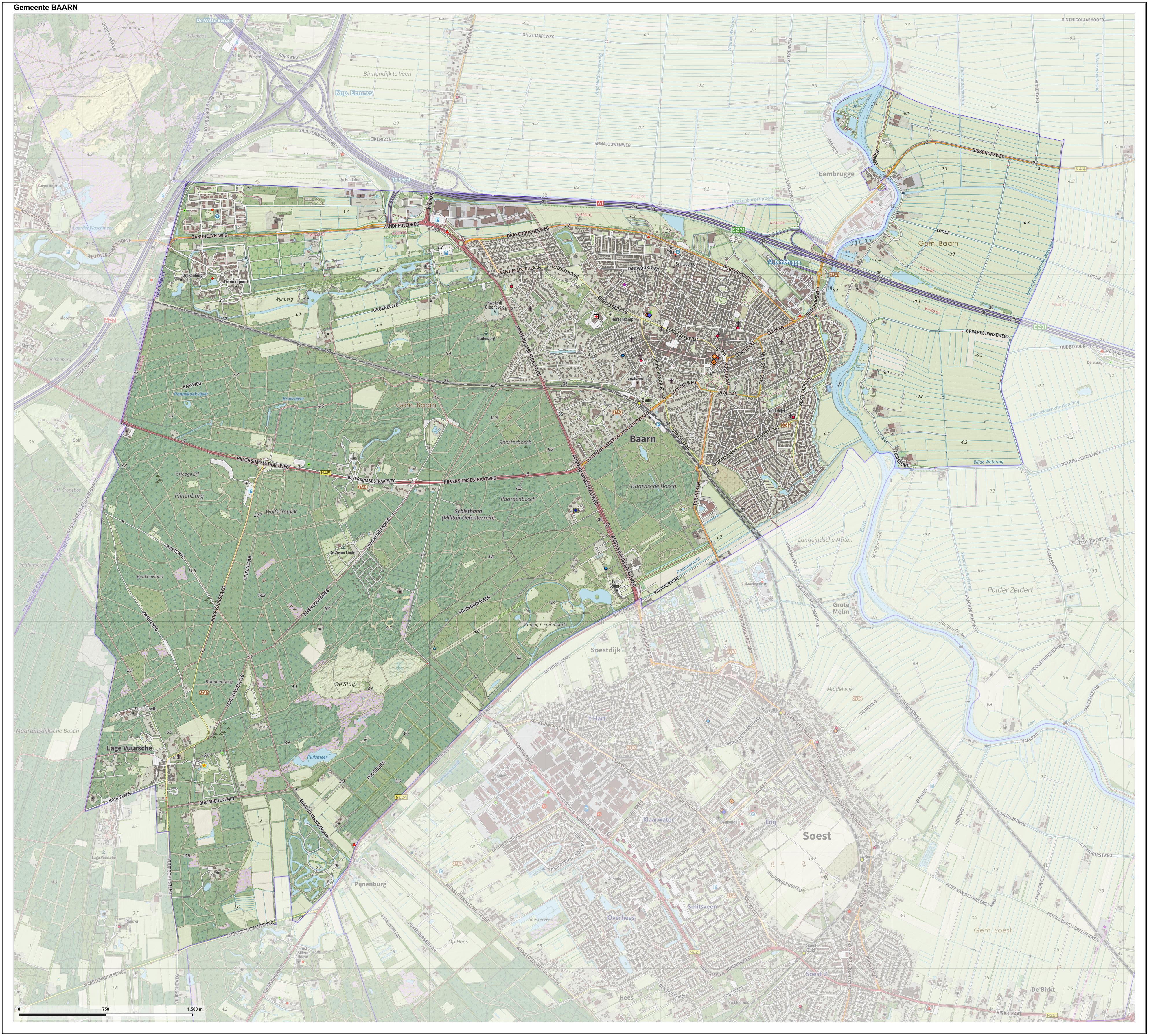
Topografická mapa Baarnu, červen 2015

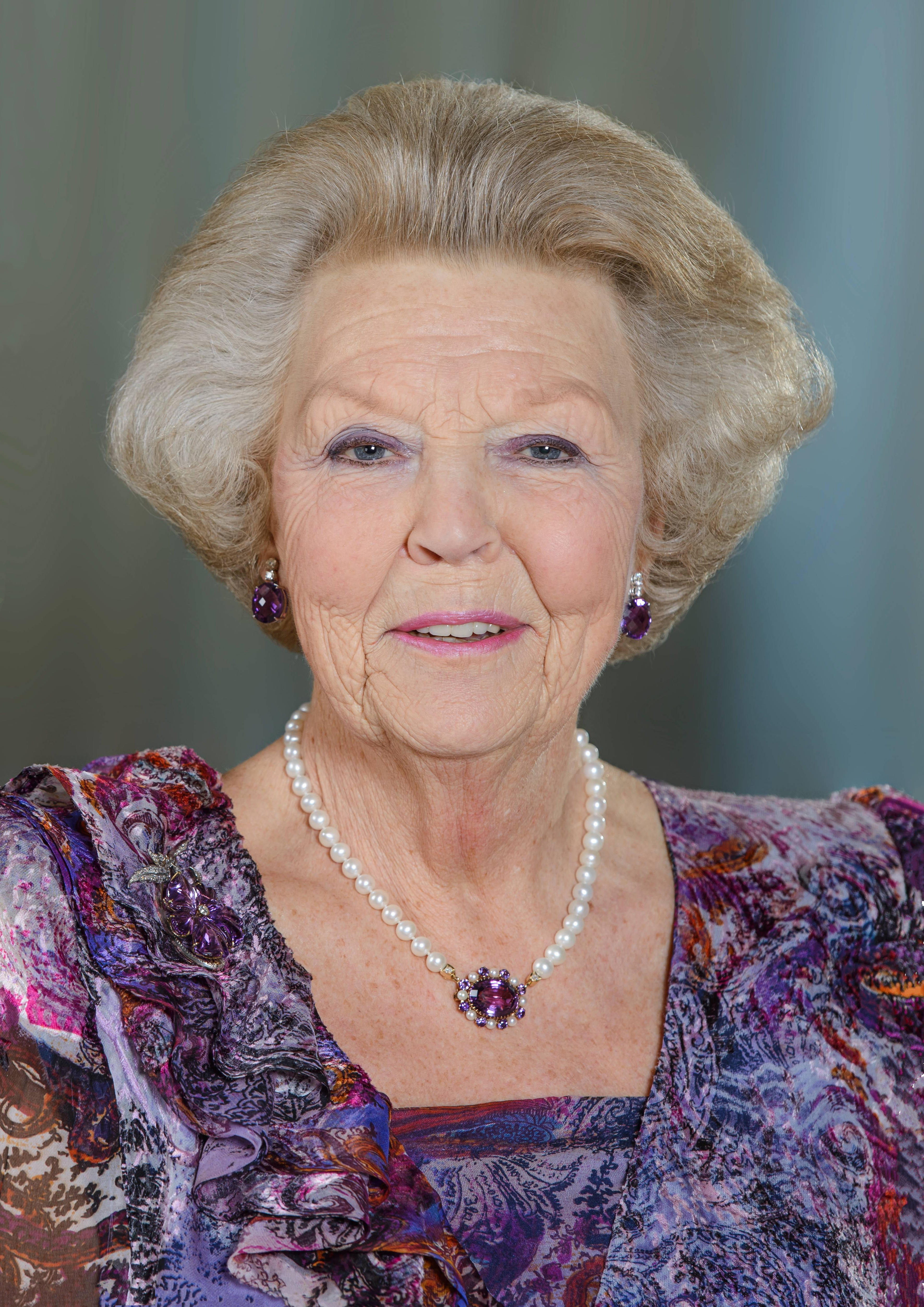
Princezna Beatrix, 2015

Baarn má železniční stanici - železniční stanici Baarn, přičemž vlaky jezdí každou půlhodinu do Utrechtu (Utrecht Centraal, 35 minut), Amersfoortu (Amersfoort Centraal, 10 minut) a Amsterdamu (Amsterdam Centraal, asi 40 minut).
Dálnice A1 vede severně od Baarnu.

## Významní obyvatelé

### Královská rodina

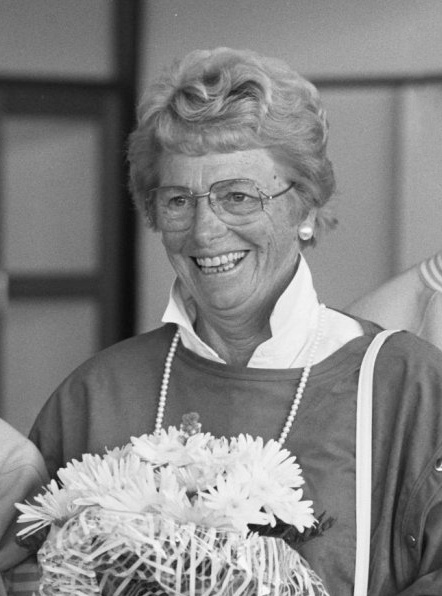
Fanny Blankers-Koenová, 1988

- Princ Ernest Casimir Nizozemský (1822, Baarn – 1822) čtvrtý syn prince Oranžského, později nizozemského krále Viléma II.
- Beatrix Nizozemská (* 1938, Baarn), nizozemská královna v letech 1980–2013
- Princezna Irene Nizozemská (* 1939, Baarn), druhé dítě nizozemské královny Juliány
- Princezna Christina Nizozemská (* 1947, Baarn – 2019), nejmladší ze čtyř dcer nizozemské královny Juliány

### Intelektuálové a veřejní činitelé
- Michiel Horn FRSC (* 1939, Baarnu), kanadský profesor a historik
- Bauke Roolvink (1912–1979, Baarn), nizozemský politik a odborový předák
- Edith Schippersová (* 1964), bývalá politička, byla ministryní zdravotnictví, žije v Baarnu
- John D. Stamford (1939–1994), obhájce pedofilie a zakladatel Spartacus International Gay Guide, žil v Baarnu[2]

### Umělci

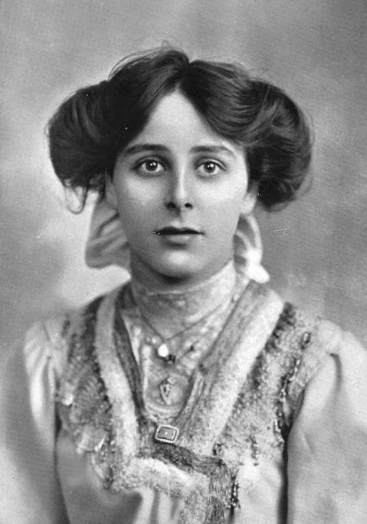
Betty Callishová, 1906

- Betty Callishová, 1906Betty Callishová (1886 – po roce 1941), herečka, zpěvačka a houslistka
- M. C. Escher (1898–1972), nizozemský grafik, v letech 1941 až 1970 žil a pracoval v Baarnu

### Sportovci
- Fanny Blankers-Koenová (1918 v Lage Vuursche - 2004), nizozemská atletka, získala čtyři zlaté medaile na Letních olympijských hrách v roce 1948

## Partnerská města
- Klášterec nad Ohří, Česko

## Galerie

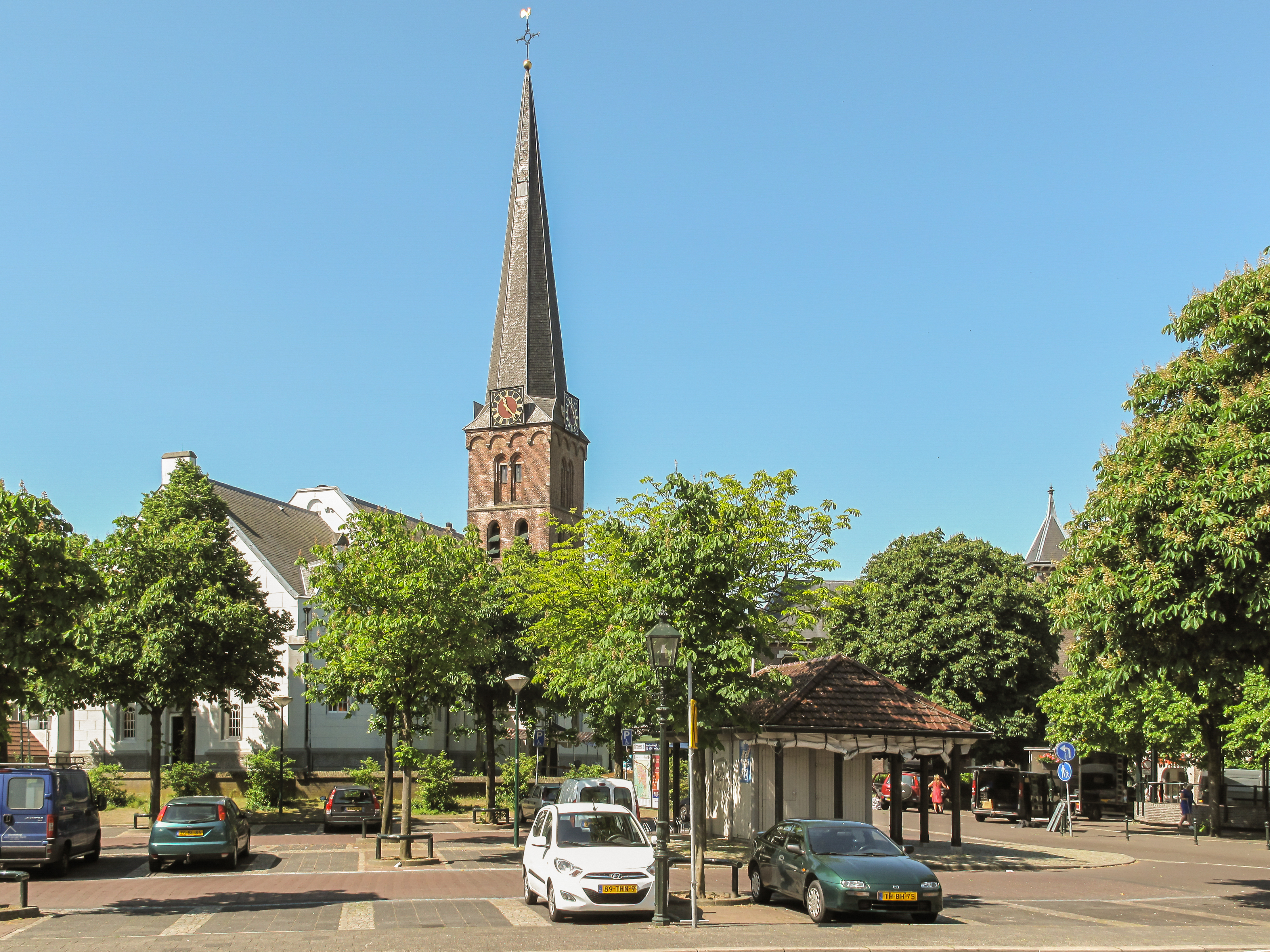
Kostel: Pauluskerk
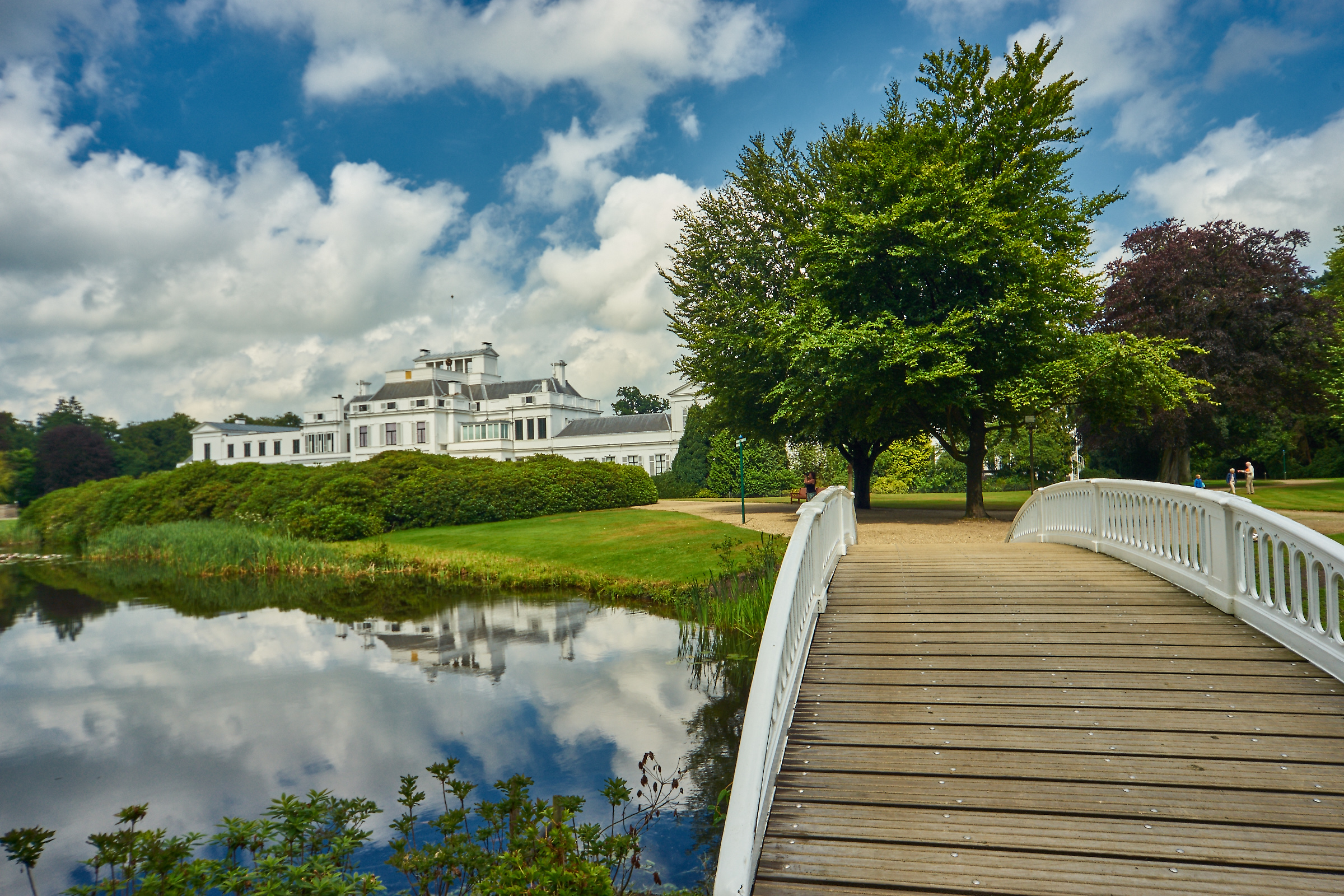
Litinový most přes rybník v Soestdijkském paláci
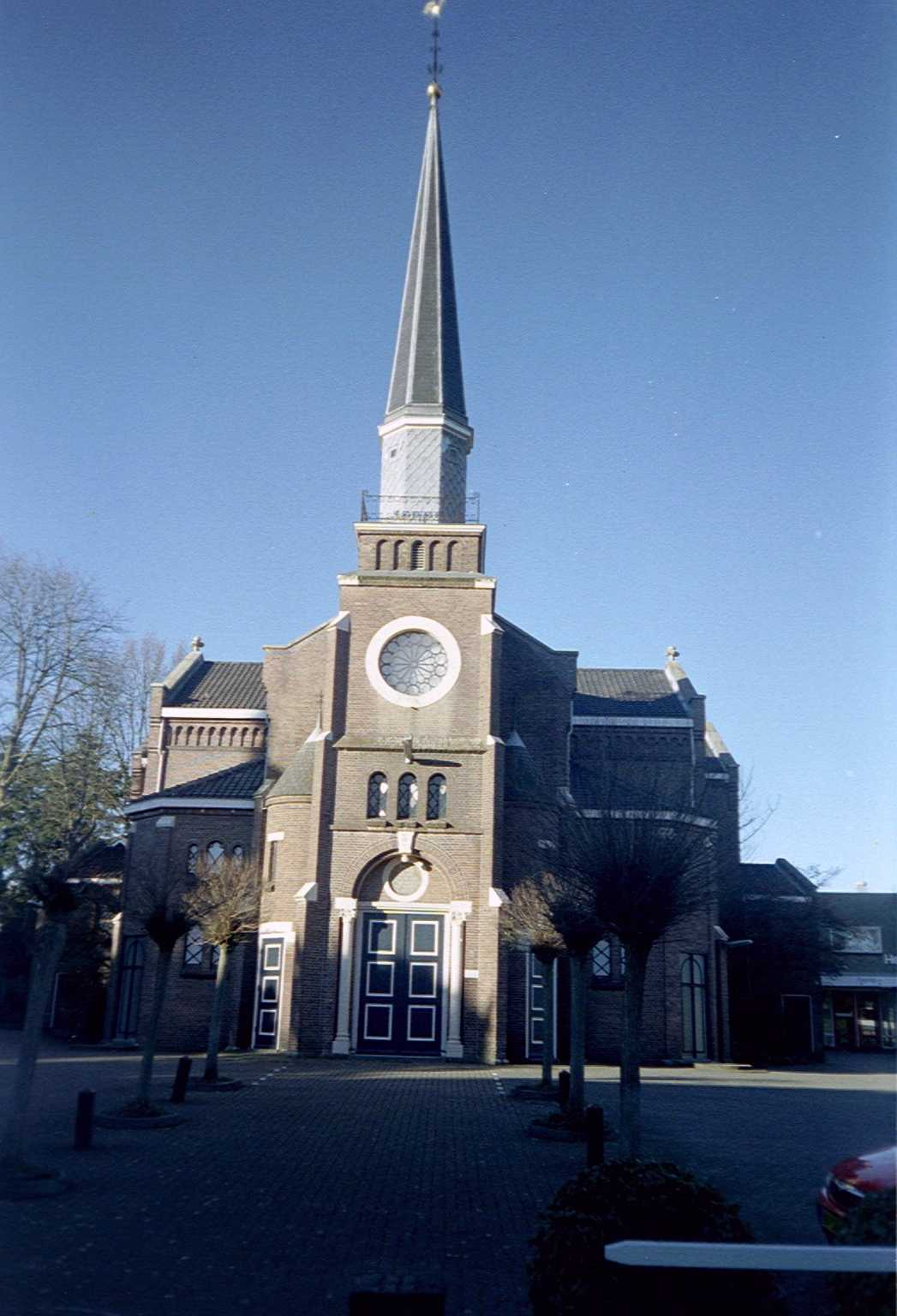
Paaskerk v Baarnu
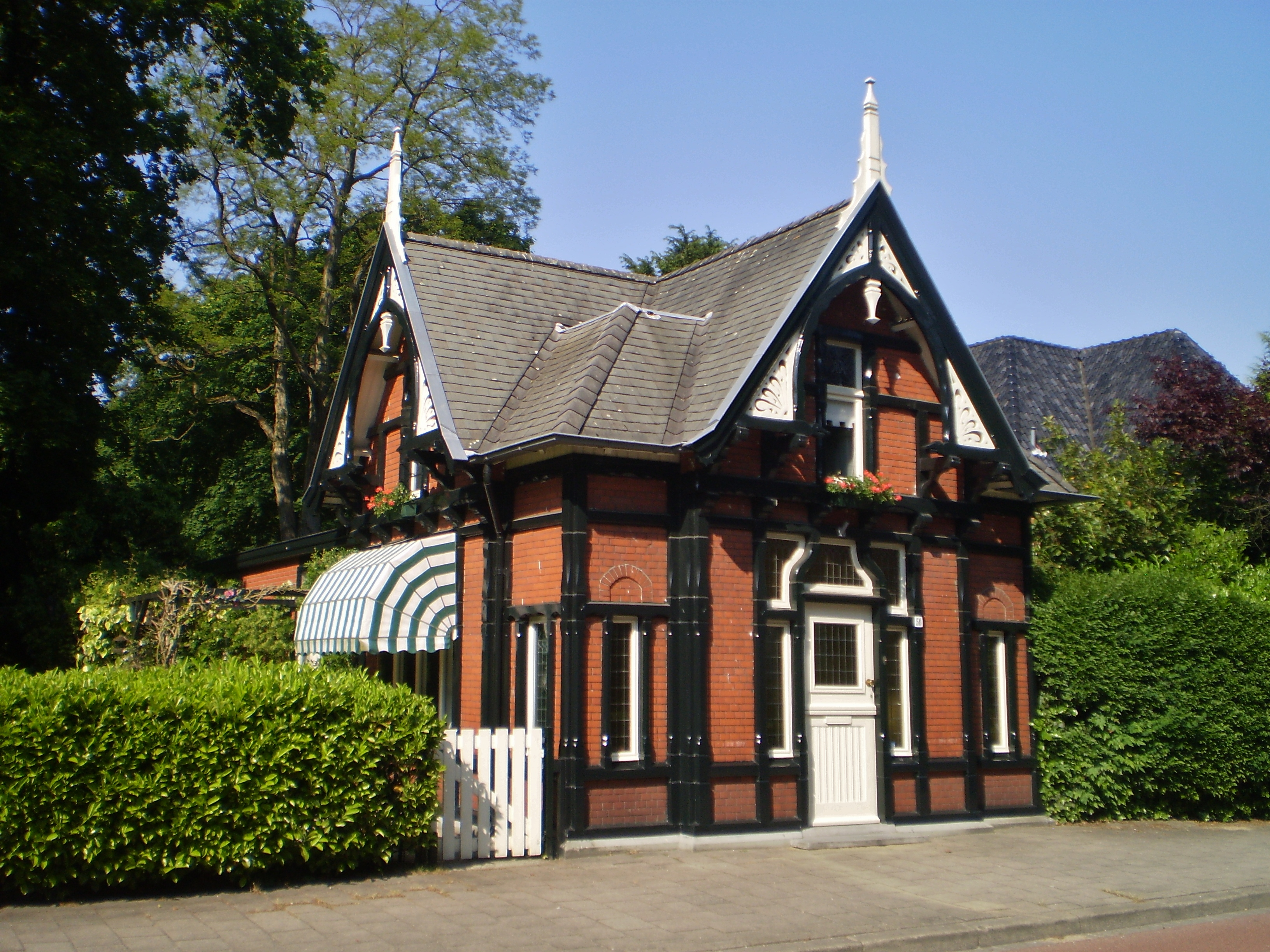
Baarn Telefoonhuisje
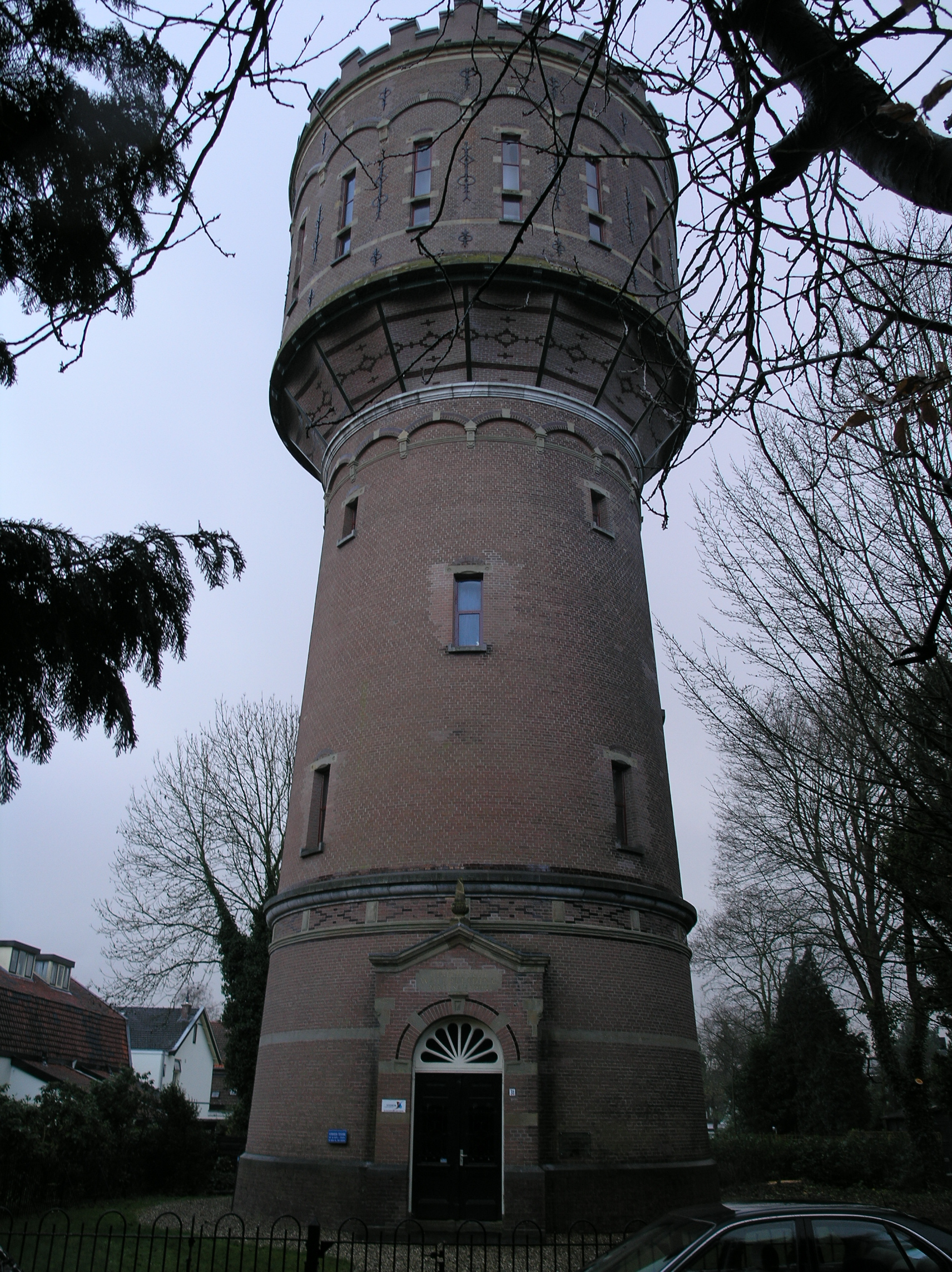
Baarn Watertoren
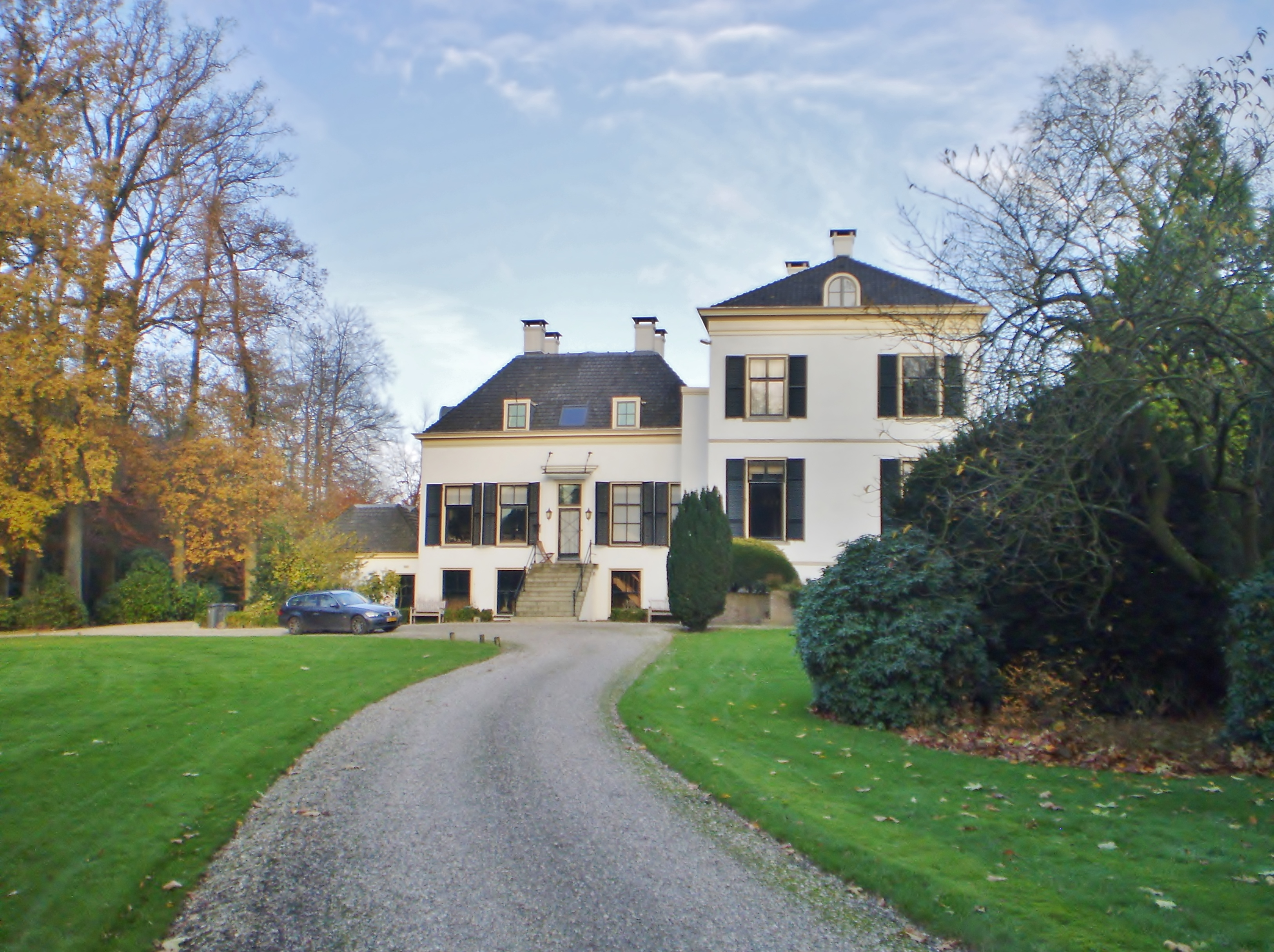
Baarn Pijnenburg westzijde